# HAS-BLED
HAS-BLED — це шкала, розроблена для оцінки 1-річного ризику серйозної кровотечі у людей, які приймають антикоагулянти для лікування фібриляції передсердь (ФП). Вона була розроблена у 2010 році за даними 3978 осіб у дослідженні Euro Heart Survey. Сильна кровотеча визначається як внутрішньочерепна кровотеча, госпіталізація, зниження гемоглобіну > 2 г/дл та/або переливання крові . 

## Визначення
HAS-BLED – це медичний інструмент, який використовується для розрахунку річного ризику серйозної кровотечі для людей, які приймають препарати для розрідження крові при ФП. Він використовується зі шкалою CHA2DS2-VASc.

## Використання
|   | Стан                                                                                     | Бали |
| - | ---------------------------------------------------------------------------------------- | ---- |
| H | Артеріальна гіпертензія: (неконтрольована, систолічна >160 мм рт.ст.)                    | 1    |
| А | Порушення функції нирок: діаліз, трансплантація, креатинін >2,26 мг/дл або >200 мкмоль/л | 1    |
| А | Порушення функції печінки: цироз або білірубін > 2x норми або AST/ALT/AP > 3x норми      | 1    |
| S | Інсульт: інсульт в анамнезі                                                              | 1    |
| B | Кровотеча : Попередня велика кровотеча або схильність до кровотечі                       | 1    |
| L | Лабільне МНВ : (нестабільне/високе МНВ), час у терапевтичному діапазоні < 60%            | 1    |
| Е | Люди похилого віку: > 65 років                                                           | 1    |
| D | Історія вживання алкоголю або наркотиків (≥ 8 доз/дринків на тиждень)                    | 1    |
| D | Вживання ліків, що спричиняють кровотечу: (антитромбоцитарні засоби, НПЗП)               | 1    |

Розрахована оцінка HAS-BLED становить від 0 до 9 балів на основі семи параметрів із зваженим значенням 0-2.
Мнемонічне плавило HAS-BLED (англійською):
- Hypertension
- Abnormal renal and liver function
- Stroke
- Bleeding
- Labile INR
- Elderly
- Drugs or alcohol

У дослідженні, де порівнювались шкали HEMORR2HAGES, ATRIA і HAS-BLED остання показала вищу продуктивність у порівнянні з двома іншими. Існують неоднозначні дані щодо порівняння шкал кровотечі GARFIELD-AF та HAS-BLED.  
Рекомендації ESC 2020 року щодо фібриляції передсердь рекомендують оцінку ризику кровотечі при ФП за допомогою шкали HAS-BLED як простого й легкого розрахунку,  при якому оцінка ≥3 вказує на «високий ризик» і необхідність певної обережність і регулярного огляду пацієнта. Цінність шкали HAS-BLED також була підтверджена в когортному дослідженні із 7329 осіб із ФП - у цьому дослідженні шкала HAS-BLED надавала деяке покращення прогнозу ризику кровотечі порівняно з раніше опублікованими схемами оцінки ризику кровотечі та була простішою у застосуванні. З імовірною появою нових пероральних антикоагулянтів, які не мають обмежень варфарину (і можуть бути навіть безпечнішими), імовірне більш широке використання пероральної антикоагулянтної терапії для профілактики інсульту при ФП.
Хоча використання даної шкали рекомендовано в керівництвах з клінічної практики, вона лише помірно ефективна для прогнозування ризику кровотечі і погано працює у прогнозуванні геморагічного інсульту. Ризик кровотечі може бути підвищений у пацієнтів, які перебувають на гемодіалізі.

## Оцінка
Сума ≥3 вказує на «високий ризик», але не обов’язково означає, що антикоагулянт не можна призначати, оскільки деякі фактори ризику можуть бути змінені.